# Malurus amabilis
Malurus amabilis là một loài chim trong họ Maluridae.